# Mannings
Gingerland es una localidad de San Cristóbal y Nieves en la Parroquia de Saint George Gingerland.
Se ubica a una altitud de 112 m sobre el nivel del mar en la Isla Nieves.
Según estimación 2010 cuenta con una población de 213 habitantes.